# Hydnocarpus hainanensis
Hydnocarpus hainanensis là một loài thực vật có hoa trong họ Achariaceae. Loài này được (Merr.) Sleumer mô tả khoa học đầu tiên năm 1938.